# Vláda Marta Siimanna

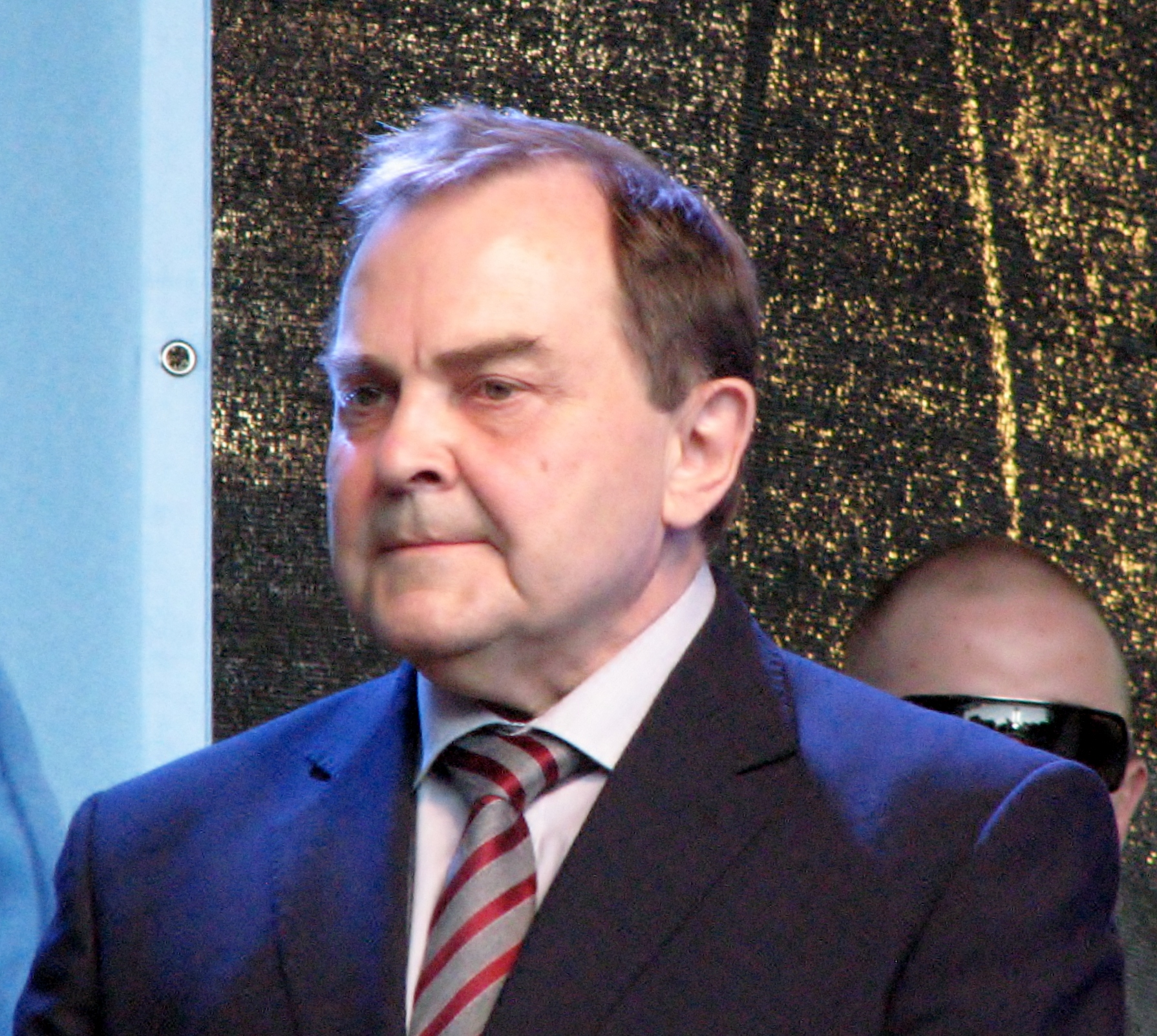
Mart Siimann, vláda Estonské republiky, druhá polovina devadesátých let...

Vláda Marta Siimanna byla vládou Estonské republiky od 17. března 1997 do 25. března 1999
| Funkce                           | Jméno                | Funkční období        | Strana                     |
| -------------------------------- | -------------------- | --------------------- | -------------------------- |
| Premiér                          | Mart Siimann         | 17.03.1997–25.03.1999 | Koonderakond               |
| Ministr zahraničních věcí        | Toomas Hendrik Ilves | 17.03.1997–14.10.1998 | Talurahva Erakond          |
| Ministr zahraničních věcí        | Raul Mälk            | 14.10.1998–25.03.1999 | bez stranické příslušnosti |
| Ministr vnitra                   | Riivo Sinijärv       | 17.03.1997–29.04.1997 | Koonderakond               |
| Ministr vnitra                   | Robert Lepikson      | 05.05.1997–28.01.1998 | Koonderakond               |
| Ministr vnitra                   | Olari Taal           | 29.01.1998–25.03.1999 | bez stranické příslušnosti |
| Ministr obrany                   | Andrus Öövel         | 17.03.1997–25.03.1999 | Koonderakond               |
| Ministr spravedlnosti            | Paul Varul           | 17.03.1997–25.03.1999 | Koonderakond               |
| Ministryně sociálních věcí       | Tiiu Aro             | 17.03.1997–25.03.1999 | Koonderakond               |
| Ministr školství                 | Mait Klaassen        | 17.03.1997–25.03.1999 | bez stranické příslušnosti |
| Ministr životního prostředí      | Villu Reiljan        | 17.03.1997–25.03.1999 |                            |
| Ministr dopravy a infrastruktury | Raivo Vare           | 17.03.1997–25.03.1999 | bez stranické příslušnosti |
| Ministr hospodářství             | Jaak Leimann         | 17.03.1997–25.03.1999 | bez stranické příslušnosti |
| Ministr financí                  | Mart Opmann          | 17.03.1997–25.03.1999 | Koonderakond               |
| Ministr zemědělství              | Andres Varek         | 17.03.1997–25.03.1999 | Maarahva Erakond           |
| Ministr kultury                  | Jaak Allik           | 17.03.1997–25.03.1999 | Koonderakond               |
| Ministryně bez portfeje          | Andra Veidemann      | 17.03.1997–25.03.1999 | ArenguStrana               |
| Ministr bez portfeje             | Peep Aru             | 17.03.1997–25.03.1999 | Koonderakond               |